# 南雙頭山
南雙頭山，為台灣知名山峰，也是台灣百岳之一，排名第42。南雙頭山高達3,356公尺，屬於中央山脈，行政區劃屬於花蓮縣卓溪鄉卓清村與高雄市桃源區梅山里。南雙頭山南方有三叉山，北邊附近連接轆轆山。

## 飛航事件
2012年8月30日，大鵬航空航照機失聯。9月1日發現在三叉山東方失事，機上3人正副駕駛及航測空拍員喪生。